# 混合酸發酵
混合酸發酵（英語：Mixed acid fermentation）是一種無氧發酵。其發酵產物由多種酸組成。其發酵成分主要由乳酸鹽，乙酸，琥珀酸和甲酸、乙醇和等量的氫氣和二氧化碳組成。這種發酵通常是由腸桿菌進行的。

## 外部連結
- Mixed acid fermentation